# Léon-François Sibour
Léon-François Sibour (* 9. Februar 1807 in Istres; † 18. November 1864 in Antibes) war ein französischer Geistlicher und römisch-katholischer Weihbischof in Paris.

## Leben
Léon Sibour war ein Cousin des Erzbischofs von Paris, Auguste Sibour. Er besuchte das kleine Seminar in Aix und studierte anschließend am Großen Seminar ebenda. Nach der Weihe zum Subdiakon unterrichtete er am kleinen Seminar und diente dem Erzbischof von Aix, Charles-Alexandre de Richery, als Sekretär. Im Dezember 1832 für das Erzbistum Aix zum Priester geweiht, studierte er Kirchengeschichte und wurde 1838 zum Doktor der Theologie promoviert. 1841 wurde er Generalvikar seines Cousins, damals Bischof von Digne, den er auf seinen Reisen nach Rom und Algerien begleitete, und 1842 Professor für Kirchengeschichte an der theologischen Fakultät in Aix. 1845 erhielt er das Kreuz der Ehrenlegion. 1848 wurde er als Vertreter des Volkes für das Département Ardèche in die Konstituierende Versammlung gewählt und nahm am 28. September für seinen von Digne-les-Bains nach Paris transferierten Cousin das Erzbistum Paris in Besitz, wurde dort Ehrendomherr und wieder Generalvikar, außerdem 1849 Erzdiakon von Notre-Dame. 1850 übernahm er die Pfarrei St. Thomas von Aquin in Paris.
Von Napoleon III. zum Weihbischof in Paris ernannt, wurde Sibour im päpstlichen Konsistorium vom 27. September 1854 zum Titularbischof von Tripolis in Phoenicia präkonisiert, assistierte im Dezember desselben Jahres bei der Verkündigung des Dogmas von der Unbefleckten Empfängnis in Rom und empfing am 7. Januar 1855 in der römischen Kirche Santa Trinità dei Monti durch Kardinal Patrizi die Bischofsweihe. Mitkonsekratoren waren sein Cousin Sibour und Bischof Félix Dupanloup von Orléans.
Nach der Ermordung seines Cousins am 3. Januar 1857 legte Sibour sein Bischofsamt nieder und übernahm eine Stelle als Kanoniker an Saint-Denis. 1862 ehrte ihn Papst Pius IX., mit dem er korrespondierte, mit einem Breve. Am 18. November 1864 starb er. 
Léon Sibour war seit 1838 Mitglied der 'Académie de Sciences et de Belles-Lettres' in Aix, mehrere Jahre auch deren Präsident, und seit 1855 Mitglied der katholischen Akademie in Rom. In den Zeitschriften der beiden Akademien veröffentlichte er seine Dissertation und mehrere Beiträge zur Kirchengeschichte.